# Autendorf
Autendorf ist eine Ortschaft und eine Katastralgemeinde der Stadtgemeinde Drosendorf-Zissersdorf im Bezirk Horn in Niederösterreich mit 34 Einwohnern (Stand 1. Jänner 2025). Bis Ende 1967 war Autendorf eine eigenständige Gemeinde.

## Geografie
Das westlich von Drosendorf gelegene Dorf wird seitlich von der Landesstraße L1257 gestreift, von wo man in die Ortsstraße abbiegen kann. Nördlich des Ortes befindet sich ein Golfplatz.

## Geschichte
Im Jahr 1822 wurde der Ort als Dorf mit 18 Häusern genannt, das nach Drosendorf eingepfarrt war, wohin auch die Kinder eingeschult wurden. Die Herrschaft Drosendorf besaß die Ortsobrigkeit, übte die Landgerichtsbarkeit aus und besorgte die Konskription. Die Untertanen und Grundholde des Ortes gehörten den Herrschaften Drosendorf und Primersdorf.
Laut Adressbuch von Österreich waren im Jahr 1938 in der Ortsgemeinde Autendorf eine Gastwirtschaft und einige Landwirte mit Direktvertrieb ansässig.
Autendorf wurde im Zuge der Niederösterreichischen Kommunalstrukturverbesserung mit dem 1. Jänner 1968 mit Drosendorf Stadt, Elsern, Heinrichsreith und Thürnau zu Drosendorf Stadt fusioniert, mit 1. Jänner 1971 ging die Gemeinde Drosendorf Stadt dann in Drosendorf-Zissersdorf auf.